# Герта (Відень)
Генеральний спорти́вний клу́б «Герта» Ві́день (нім. Allgemeine Sport Verein Hertha Wien) — колишній австрійський футбольний клуб, заснований у 1904 році. Кольори клубу: синій і білий. В 1940 році припинив своє існування.

## Досягнення
- Найкраще місце у чемпіонаті: 5 (1915)

## Статистика
| Сезони | Матчі | Перемоги | Нічиї | Поразки | Різниця м'ячів | Очки |
| ------ | ----- | -------- | ----- | ------- | -------------- | ---- |
| 17     | 343   | 81       | 75    | 187     | 494 — 825      | 237  |

## Відомі гравці
- Матіас Сінделар (1918—1924) — вихованець клубу. Найкращий футболіст в історії австрійського футболу. За рейтингом IFFHS займає 22-е місце у світовому футболі, 13-е — у Європі.
- Йозеф Біцан (1925—1927) — вихованець клубу, де свого часу грав його батько. Найрезультативніший форвард світового футболу. [1] За рейтингом IFFHS займає 34-е місце у світовому футболі, 28-е — у Європі.